# سدم أندلسي
السُّدْم الأندلسي (باللاتينية: Sedum maireanum) نوع نباتي يتبع جنس السدم من الفصيلة المخلدية. اسمه العلمي نسبة لعالم النبات رينيه مير.

## الموئل والانتشار
موطنه المغرب العربي وإسبانيا والبرتغال.

## مرادفات للاسم العلمي
- (باللاتينية: Oreosedum villosum subsp. aristatum (Emb. & Maire) Velayos)
- (باللاتينية: Sedum villosum var. aristatum Emb. & Maire)
- (باللاتينية: Sedum villosum subsp. aristatum (Emb. & Maire) Laínz)